# Friedrich Schuler von Senden
Ernst Julius Friedrich Freiherr Schuler von Senden (* 29. November 1753 in Schöppenstedt; † 11. Februar 1827 in Löwenberg in Schlesien) war ein preußischer General der Infanterie.

## Leben

### Herkunft
Sein Vater Johann Baron Schuler von Senden, war ein preußischer Legationsrat, auch sein älterer Bruder Karl Ernst (1752–1833) wurde später ranghoher Diplomat.

### Militärlaufbahn
Ernst studierte in Helmstedt und in Göttingen. Am 15. März 1775 trat er als Fahnenjunker in das braunschweigische Regiment „von Specht“ ein. Reiselust und die Hoffnung auf ein besseres Leben brachten ihn dazu, sich 1776 für den Krieg in Amerika anwerben zu lassen. Er diente ein Jahr im englischen Heer unter General John Burgoyne gegen die Amerikaner. Nach der Kapitulation von Saratoga im Oktober 1777 wurde das braunschweigische Kontingent mit der englischen Armee gefangen genommen. Schuler wurde bis Kriegsende interniert, zuerst in Boston festgehalten und dann nach Virginia abtransportiert. Auf Verwendung seiner Verwandten wurde er gegen Zahlung eines Lösegelds freigelassen; am 10. April 1781 trat er seine Rückreise nach Europa an. Er nahm Ende 1781 als Leutnant seinen Abschied und trat 1782 in holländische Dienste. Da es ihm auch dort wenig behagte, wechselte er bald ins preußische Heer und wurde dort am 13. August 1786 als Premierleutnant übernommen. Vorerst diente er im neuerrichteten leichten Infanterieregiment „von Chaumontet“. Am 25. November 1791 wurde er Kompaniechef im Füsilier-Regiment von Thadden. In den Feldzügen von 1793 und 1794 diente er als Capitan am Rhein; er kämpfte unter General Wichard von Möllendorff bei Kaiserslautern, Biesingen, Trippstadt und Bingen.
Am 20. Mai 1805 wurde er Oberstleutnant und am 20. Juni 1806 zum Oberst befördert. 1806 nahm er am Gefecht von Saalfeld teil. Nach der Schlacht bei Jena gelang es ihm, das Füsilierbataillon „von Pelet“ ohne größere Verluste nach Danzig zu retten. Am 29. Mai 1807 wurde er Chef dieses Bataillons ernannt und übernahm das Kommando der Festung Neufahrwasser. Für die ausgezeichnete Verteidigung dieser Festung erhielt er am 12. August 1807 aus der Hand des Königs Friedrich Wilhelm III. den Orden Pour le Mérite.
Am 9. Januar 1809 wurde er zum Generalmajor befördert, am selben Tag ernannte ihn der König zum Kommandanten von Breslau.
Im Feldzug von 1813 wurde ihm das Blockadekorps der Festung Glogau übertragen. Nach der Niederlage Blüchers in der Schlacht bei Bautzen war er gezwungen, die Blockade vorzeitig aufzuheben. Beim Rückzug bestand er mit 4000 Mann unweit Breslau ein ungleiches Gefecht bei Neukirch. Bald darauf wurde er am 29. Mai vom König zum einstweiligen Kommandanten von Cosel in Oberschlesien ernannt. Am 22. November erhielt er die Position eines Kommandierenden Generals in der Lausitz und erhielt im Dezember 1813 Befehl, dem IV. Armeekorps eine Reservedivision zuzuführen. Im Januar 1814 wurde er Kommandant von Torgau, am 31. Mai 1815 wurde er zum Generalleutnant befördert.
Nach dem Krieg wurde er am 27. Mai 1819 zum Kommandanten von Breslau ernannt. Am 15. März 1825 bekam er zu seinem 50-jährigen Dienstjubiläum vom Monarchen den Roten Adlerorden I. Klasse verliehen. Am 13. Juni 1825 wurde er zum General der Infanterie befördert und verabschiedet. Er verstarb 1827 an einer schmerzhaften Krankheit auf seinem Landsitz in Niederschlesien.

### Familie
Aus seiner am 6. Juli 1796 geschlossenen Ehe mit Theodore Eva von Schweinitz und Kutscheboritz (* 1773) entstammten elf Kinder, von denen nur sieben die ersten Jahre überlebten. Erst nach dem Tod des Schwiegervaters Christian Heinrich von Schweinitz im Jahre 1804 wurde dem Ehepaar das Schloss Braunau in Niederschlesien als Wohnsitz übertragen.
- Der am 1. August als sechstes Kind geborene Karl Gustav Leopold (1804–1893) ist der Ahne der nachfolgenden Hauptlinie der Schuler von Senden, einschließlich derer von Sayn-Wittgenstein.
- Ein jüngerer Sohn Ernst Wilhelm Moritz Otto Freiherr Schuler von Senden (1812–1899), stieg zum preußischen Generalleutnant auf und erhielt als Divisionskommandeur im Krieg von 1870–71 ebenfalls den Pour le Mérite.

Die Tochter Luise (* 14. Dezember 1799) heiratete Otto Ernst Wilhelm vom Berge und Herrendorff (* 15. März 1788) später Kommandant der Festung Neiße. Und die Tochter Therese Elisabeth Marie (*25. Juni 1795) heiratete 14. Oktober 1818 in Torgau Heinrich Karl Friedrich v. Scheel (1794–1850 Erfurt), Sohn von Generalmajor Heinrich Otto von Scheel.